# Couronnes de Charlemagne
Pour l’article homonyme, voir Couronne de Charlemagne (montagne).
Les couronnes de Charlemagne font référence à deux couronnes servant au sacre des rois et reines de France. La destruction de la couronne du roi conduisit à recourir à celle de la reine, y compris pour le sacre du roi. Les couronnes faisaient partie des regalia du royaume de France, la première ayant disparu en 1590, fondue par les ligueurs, la seconde fut détruite en 1793, à la suite de la Révolution française.

## Histoire

### Origines des couronnes et de leurs pierres
Aucun document ne permet de savoir avec certitude quand exactement les deux couronnes furent créées, ni même s'il s'agit véritablement d'une paire de couronnes ou de deux pièces similaires dont l'une aurait été une copie plus tardive de l'autre.
Selon Bernard Morel, au vu de l'importance du nombre de pierres et de leur taille, les couronnes n'ont pu être faites qu'au retour de la troisième croisade à laquelle Philippe Auguste avait participé. En effet, à l'époque seul l'Orient pouvait fournir des pierres de cette taille, ce type de pierres étant rares en Europe. Il aurait donc été impossible pour le roi, avant la croisade, de faire réaliser deux couronnes aussi riches en joyaux, en particulier en pierres précieuses de différents types.

### Les couronnes au fil du temps

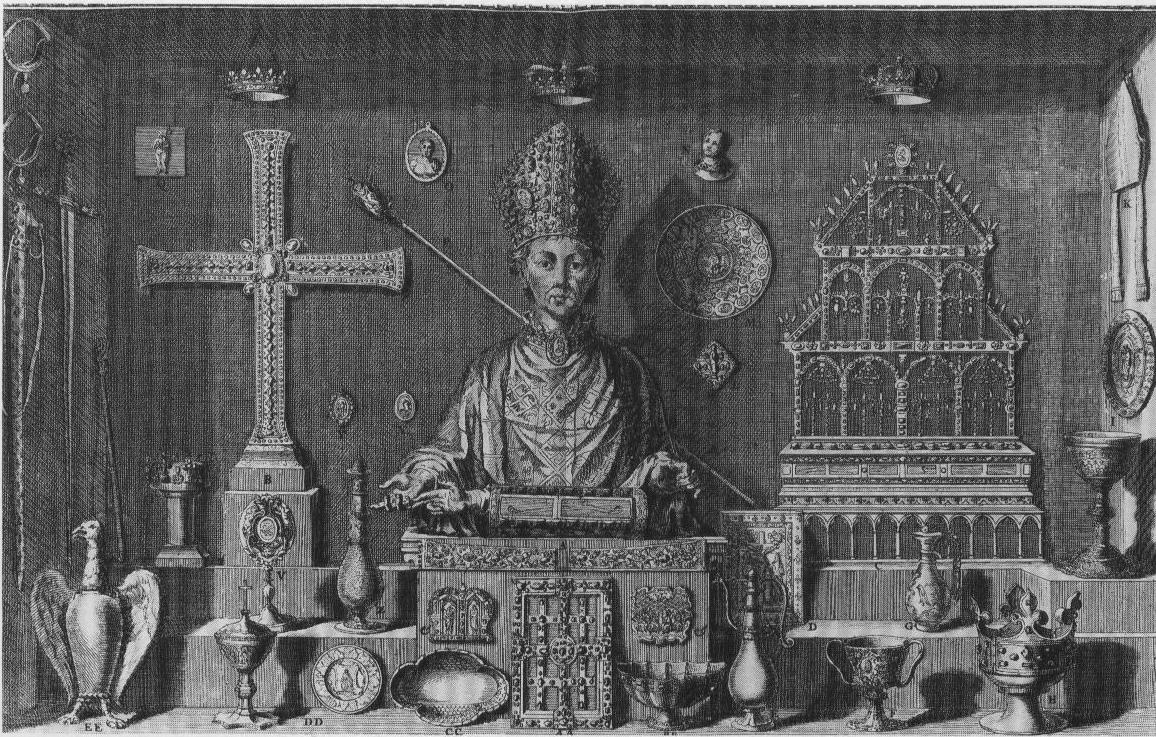
Une des armoires du trésor de Saint-Denis avec la couronne de Charlemagne en bas à droite - Gravure de Dom Félibien, 1706.

Le 14 août 1193, le roi Philippe Auguste épouse en secondes noces Ingelburge de Danemark. Le lendemain, elle est sacrée ; pour l'occasion le roi porte couronne. En 1223, le roi lègue par un testament (conservé à l'abbaye) sa couronne ainsi que celle de la reine au trésor de Saint-Denis. Peu après Louis VIII et Blanche de Castille sont couronnés à Reims avec ces deux couronnes. Le roi ne respecte pas les volontés de son père et décide moyennant une importante somme d'argent donnée aux moines de récupérer les deux couronnes. En 1226, Louis IX monte sur le trône. En 1261, ce dernier décide de rendre définitivement à l'abbaye de Saint-Denis les deux couronnes indiquant par un texte qu'elles furent faites pour le sacre des rois et des reines et que les jours de fête solennelle elles soient suspendues par des chaînettes au-dessus de l'autel matutinal. C'est ainsi que ces deux couronnes du roi et de la reine furent intégrées au trésor de l'église. Tous les rois et reines jusqu'à Henri III seront couronnés de ces couronnes, à l'exception de Jean II qui se fit couronner avec la sainte couronne et Charles VII qui ne disposait pas du trésor au moment où Jeanne d'Arc le conduisit à Reims.
En 1590, les ducs de Mayenne et de Nemours s'emparent de la couronne et la fondent pour en tirer de l'argent et financer la Ligue catholique. Par la suite, c'est la couronne de reine qui était quasiment identique qui servit pour les sacres. Ces deux couronnes furent appelées successivement « couronnes de Charlemagne ».

## Description
L'inventaire du trésor de 1534 en donne une description précise. Les couronnes étaient semblables, l'inventaire insistant d'ailleurs sur leur grande ressemblance:
« Corona qua Rex Francorum coronatur (...) Corona qua regina coronatur, predicte similis »

### Les couronnes
Les couronnes étaient d'or massif, celle du roi pesait avec l'ensemble des pierres du bonnet et des chaines d'argent près de quatre kilogrammes. Elles étaient composées d'un large bandeau à quatre couplières, c'est-à-dire 4 plaques rectangulaires reliées par des systèmes de charnières formant le cercle de base. Chacune de ces quatre plaques rectangulaires était surmontée d'une grande et élégante fleur de lis dont la forme nous est connue par le détail de la planche de Félibien et une aquarelle de Montfaucon.
Le cercle et les fleurons totalisaient 48 pierres précieuses réparties comme tel : 16 rubis balais (spinelles), 16 émeraudes et 16 saphirs. Chaque élément (une plaque et un fleuron) était orné de la même façon. Trois rubis soulignaient les lobes de la fleur de lis dont la base était ornée d'une émeraude. Quatre saphirs marquaient les angles de chaque couplière (plaque rectangulaire) au centre de laquelle se trouvait un rubis flanqué de deux émeraudes, une troisième émeraude se situant également en dessous.
Les couronnes étaient identiques d'apparence, celle de la reine cependant légèrement plus petite, moins lourde, et les gemmes qui la rehaussaient étaient moins grosses et moins régulières.

### Le bonnet
La couronne du roi possédait une coiffe intérieure de forme conique surmontée par un rubis de 200 carats et ornée de 112 perles. C'est le roi Jean II qui fit à l'origine réaliser cette coiffe de velours de couleur cramoisie.
La coiffe était ornée de 12 groupes de 9 perles en rosace ; sur le sommet au-dessus d'un piller carré se trouvait le rubis. Le collet du pilier était attaché au bonnet grâce à 4 bandes d'or fixées par 4 autres perles, le tout formant une croisée. Une inscription faite sur le pourtour du pilier rappelait qui était le donateur de la pierre. En voici le texte : 
SI HIC PULCHRAE CITUATUS EST FRANCORUM REGE JOHANNE DATUS IN MEDIO FLORUM LAPIS
En 1547, Henri II fit refaire un nouveau bonnet de velours doublé de satin.